# Pires Constantino
Pires Constantino (* 20. Oktober 1929 in Rio de Janeiro; † 2002) war ein brasilianischer Fußballspieler.

## Karriere
Der variable Offensivspieler Constantino begann seine Laufbahn beim brasilianischen Klub Fluminense FC in seiner Heimatstadt Rio de Janeiro, für den er von 1945 bis 1949 auflief; anschließend trug er das Trikot des Stadtrivalen CR Vasco da Gama. 1951 verließ er sein Heimatland und wechselte nach Frankreich, wo er vom Erstligisten Olympique Nîmes unter Vertrag genommen wurde. Der 175 Meter große Fußballer avancierte in der höchsten französischen Spielklasse direkt zum Stammspieler und war mit neun bzw. zehn Toren in seinen ersten beiden Saisons auch als Torschütze erfolgreich. 
1955 war es mit Olympique Marseille ein Ligakonkurrent, der den Brasilianer abwarb und ebenfalls zum Stammspieler machte. Mit Marseille kam er zwar in die Nähe eines Meistertitels, erreichte am Ende aber mit Rang fünf eine wenig bessere Platzierung als zuvor in Nîmes. Zudem blieb Marseille nur eine Zwischenstation, da er 1956 zu Olympique Lyon wechselte und damit den dritten Arbeitgeber in Frankreichs höchster Liga fand, der zugleich den Namen Olympique trug. Zuerst musste er um seinen Platz im Team kämpfen und außerdem mäßige Resultate hinnehmen; die Mannschaft steigerte sich ebenso wie der Spieler, der im Verlauf der Saison 1958/59 zehn Mal das Tor traf. Daneben debütierte er im europäischen Wettbewerb, als er zwei Begegnungen im Messestädte-Pokal bestritt. 
1959 entschied sich Constantino für eine Rückkehr zu Olympique Nîmes, erhielt dort einen Platz in der ersten Elf und erreichte mit der Mannschaft 1960 die Vizemeisterschaft. Auch danach blieb der Verein erfolgreich und schaffte so den Einzug ins nationale Pokalfinale 1961; Constantino stand auf dem Platz, konnte aber eine 0:3-Niederlage gegen die UA Sedan-Torcy nicht abwenden und verpasste dadurch die Chance auf einen nationalen Titel. Im Verlauf der Spielzeit 1962/63 wurde der Brasilianer zunehmend aus der Mannschaft verdrängt und nahm zum Saisonende nach 320 Partien und 63 Toren Abschied aus der Erstklassigkeit. Er unterschrieb bei der US Marignane, mit der er 1965 den Aufstieg in die zweite Liga schaffte. 1966 folgte der direkte Abstieg und zur selben Zeit das Karriereende für den damals 36-Jährigen Constantino.